# Dead (Musiker)
Dead (* 16. Januar 1969; † 8. April 1991 in Kråkstad), bürgerlich Per „Pelle“ Yngve Ohlin, war ein schwedischer Sänger. Er war Gründungsmitglied der einflussreichen Death-Metal-Band Morbid sowie von 1988 bis zu seinem Tod Frontmann und Sänger der Black-Metal-Band Mayhem. Im Laufe der ersten Jahre nach seinem Suizid entwickelte er sich zu einer der größten Kultfiguren der europäischen Black-Metal-Szene.
Das amerikanische Label Roadrunner Records listet Dead auf Platz 48 der Liste The 50 Greatest Metal Frontmen of all Time.

## Werdegang

### Pseudonym „Dead“
Als Kind hatte Ohlin eine Nahtod-Erfahrung, wobei er auch zeitweilig klinisch tot war. Aufgrund dieser Erfahrung betrachtete er sich selbst als tot und wählte das Pseudonym „Dead“. Wie es zu dieser Nahtod-Erfahrung kam, ist bis heute umstritten. Seinen Bandkollegen erzählte Dead, er sei als Kind beim Eislaufen im Eis eingebrochen, wodurch er erst nach zahlreichen Reanimierungsversuchen im Krankenhaus wieder zu Bewusstsein kam. Sein Bruder gab in einem Interview mit den Herausgebern des schwedischen Metal-Buches Blod eld död (deutsch: ‚Blut Feuer Tod‘) hingegen an, Dead habe nach einer Schlägerei in seiner Schule eine Milzruptur und schwere innere Blutungen erlitten, an denen er fast gestorben wäre.

### Morbid (1986–1988)
1986 gründete Dead die Death-Metal-Band Morbid. Die Formation hatte von Beginn an Schwierigkeiten mit der Organisation, wodurch die Bandbesetzung häufig wechselte. Im Herbst 1987 hatte Dead mit den damaligen Bandmitgliedern einen Gastauftritt im Musikvideo zu Bewitched der schwedischen Doom-Metal-Band Candlemass. Kurze Zeit später im Dezember nahm die Band das Demo December Moon in den Thunderload Studios in Stockholm auf. Da noch immer keine Auftritte organisiert werden konnten und Dead der Meinung war, Morbid führe zu nichts, stieg er Anfang 1988 aus.

### Mayhem (1988–1991)
Nach seinem Ausstieg kontaktierte er Jørn „Necrobutcher“ Stubberud mit einem Päckchen, in dem sich eine gekreuzigte Maus sowie die Demoaufnahme von Morbid befanden. Necrobutcher zeigte diese Aufnahme Euronymous und den anderen Bandmitgliedern und fragte in der Folge Dead, ob er nicht neuer Sänger bei Mayhem werden wolle. Dead nahm an und zog daraufhin nach Norwegen. Nach seinem Einstieg schrieb er die Texte der Band, die sich damit von ihrer Gore-/Splatter-Thematik entfernte; stattdessen flossen seine Depressionen und stärkere Einflüsse aus Okkultismus und Satanismus ein. Politisch engagierte Texte im Death Metal, wie etwa bei Napalm Death, lehnte er kategorisch ab, und beklagte den sich anbahnenden Death-Metal-Trend. Die Mitglieder von Mayhem beschrieben Dead als introvertiert, depressiv und seltsam; unter anderem sammelte er tote Tiere, atmete deren Verwesungsgeruch ein und neigte zu autoaggressivem Verhalten. Dead prägte die Entwicklung von Mayhem erheblich, nahm aber nur wenige Stücke mit der Band auf. Die einzigen offiziellen Studioaufnahmen waren zwei Stücke für die Kompilation Projections of a Stained Mind, die 1991 erschien.

### Suizid
1991 schnitt Dead sich in der Absicht, Suizid zu begehen, die Pulsadern auf. Als dies nicht funktionierte, erschoss er sich im Haus der Band in Kråkstad mit einer Schrotflinte. Als Euronymous den Leichnam entdeckte, fotografierte er diesen, bevor er die Polizei und die anderen Mitglieder der Band informierte. Er sammelte ebenfalls Schädelfragmente auf, welche er später an Fans verteilte. Mayhems Bassist Necrobutcher brach deshalb den Kontakt zu ihm ab und verließ die Band. Euronymous kündigte an, das Material auf der kommenden Mayhem-LP zu verwenden, und sah den Grund für Deads Suizid in der Kommerzialisierung des Black Metal, die Dead selbst in Interviews beklagt hatte; er begann, verbale Angriffe und Drohungen gegen „falsche“ Death-Metal-Bands zu richten, eröffnete den Plattenladen Helvete (Hölle) und formierte um diesen herum die norwegische Black-Metal-Szene, von der ebenfalls (zum Teil tätliche) Angriffe in diese Richtung gingen.
Als Tribut an Dead wurde 1993 Live in Leipzig veröffentlicht. Mayhems Debütalbum De Mysteriis Dom Sathanas erschien 1994, mit Verzögerungen nach Euronymous’ Ermordung im August 1993; die Texte stammten von Dead, die Photographien von Deads Leichnam sind jedoch nicht enthalten. Eine dieser Photographien erschien 1995 auf dem kolumbianischen Bootleg The Dawn of the Black Hearts.

## Diskographie
Mit Morbid
- 1987: December Moon

Mit Mayhem
- 1991: Carnage und The Freezing Moon (nur auf der CD-Version) auf Projections of a Stained Mind
- 1993: Live in Leipzig
- 1995: Out from the Dark